# Vis (rivière)
Pour les articles homonymes, voir Vis.
La Vis est une rivière non domaniale française, important affluent cévenol de l'Hérault en rive droite, qui coule dans les départements du Gard et de l'Hérault en région Occitanie.

## Étymologie
Le toponyme Vis provient de la racine d'origine Indo-européenne war et de sa variante Vir qui signifie « eau ». D'autres cours d'eau ont la même étymologie : la Vire rivière de Belgique affluent du Ton, la Vire fleuve de Normandie, la Vie affluent de la Dives, le Vistre rivière du Gard et la Virenque affluent de la Vis.

## Un bout de rivière qui a changé de nom
Le cartulaire de N.-D. de Nîmes de 1084 décrit au ch. 169 l'église de Vissec (Gard) comme « ecclesia que vocant Viro-Sicco,... in valle que vocant Virenca.. », soit : une église qu'on appelle de Vis-Sec (les hydronymes sont masculins en occitan) ... dans la vallée qu'on appelle Virenque. Jusqu'à la fin de l'ancien régime, le nom de Vis désigne en amont du confluent de Vissec la rivière connue aujourd'hui sous le nom de Virenque tandis que celle appelée Vis actuellement se nommait alors Alzon (prononcer alzou). Virenque est la vallée et non le cours d'eau. Sur une carte de 1648, La Vis est nommée Vissec sur la totalité de son parcours.

## Géographie

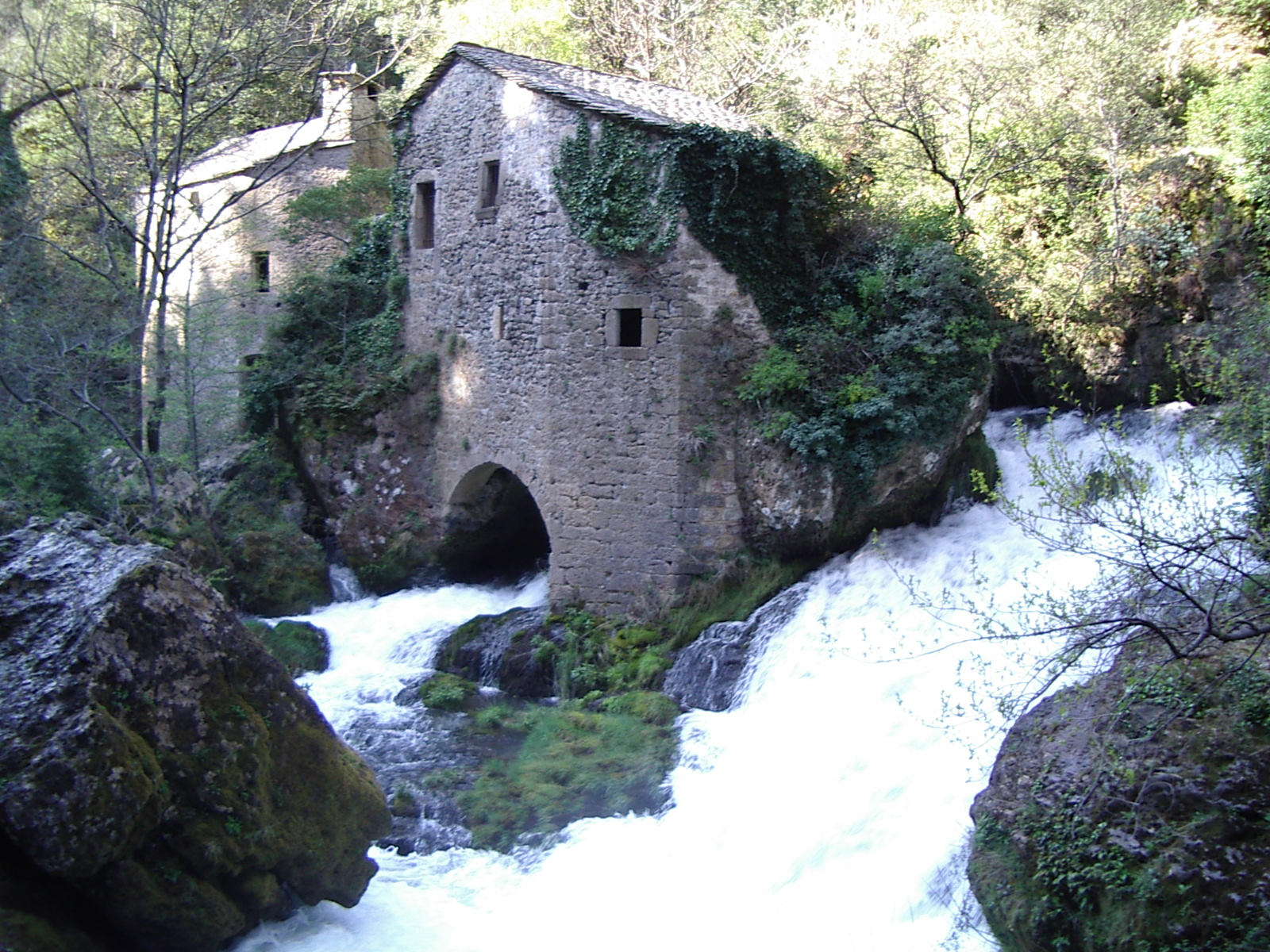
La foux de la Vis.

La Vis, rivière d'une longueur de 57,8 km, prend sa source dans le parc national des Cévennes, près du col de l'Homme Mort dans le département du Gard. Elle traverse notamment Alzon où les eaux s'infiltrent au moulin de Larcy. Ensuite son lit reste sec dans de profondes gorges entourant le causse de Blandas, le séparant du causse de Campestre puis du causse du Larzac. Le village de Vissec est traversé par une rivière sèche. La rivière réapparaît à la foux de la Vis où les eaux infiltrées sous le Larzac méridional, le causse de Campestre et le causse de Blandas viennent compléter celles qui se sont perdues à Alzon. La Vis traverse ensuite le cirque de Navacelles puis Saint-Laurent-le-Minier après avoir formé de nombreux méandres et se jette dans l'Hérault en amont de Ganges.

### Communes traversées
La Vis traverse onze communes :

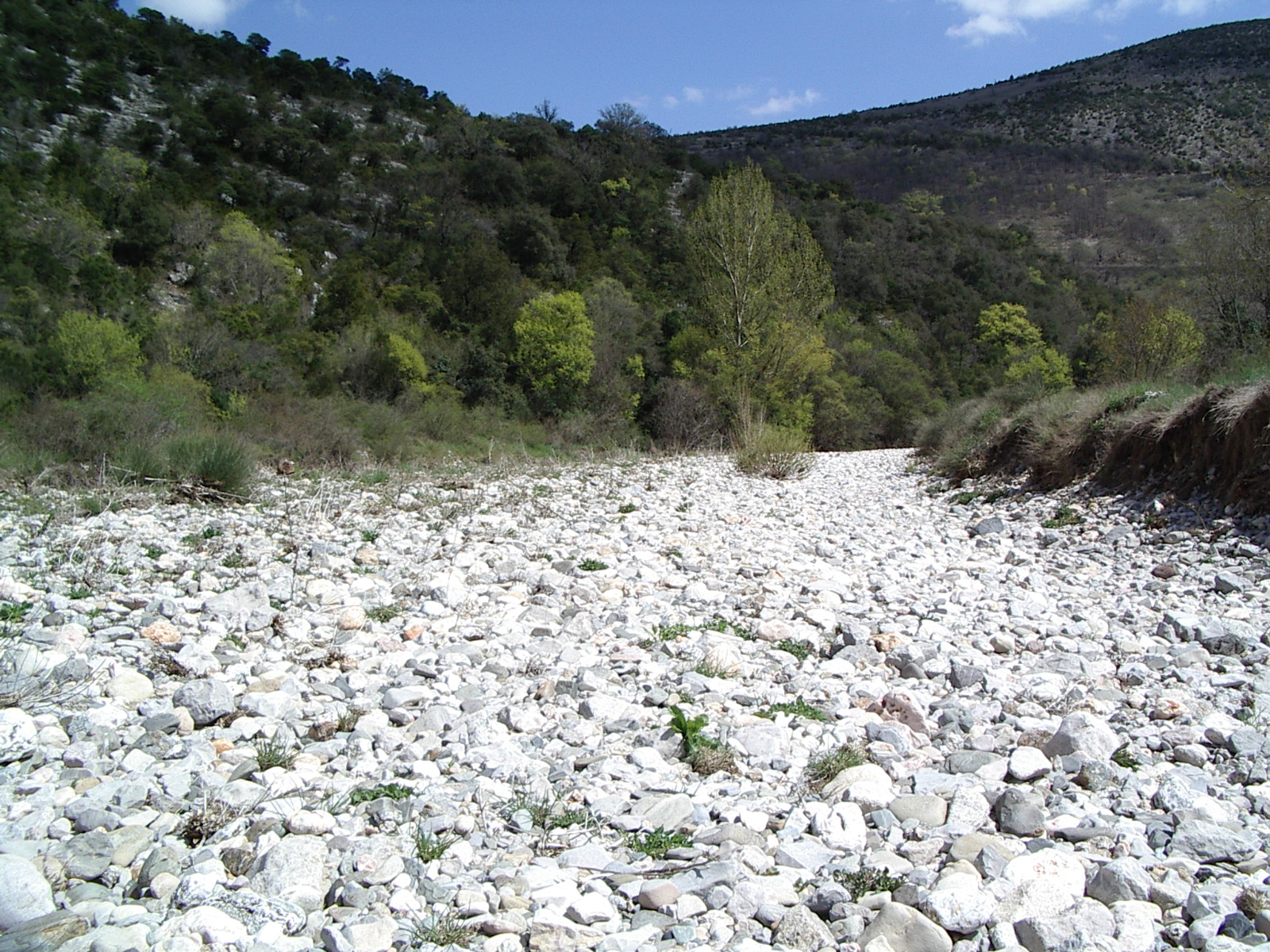
Le lit sec de la Vis à Vissec.

- de l'amont vers l'aval : Arrigas (source), Alzon, Campestre-et-Luc, Blandas, Vissec, Saint-Maurice-Navacelles, Rogues, Gornies, Saint-Laurent-le-Minier, Saint-Julien-de-la-Nef, Cazilhac (confluence)

### Organisme gestionnaire
L'organisme gestionnaire est l'EPTB SMBFH ou Syndicat mixte du bassin du fleuve Hérault, créé en 2009 et sis à Clermont-l'Hérault.

## Affluents
La Vis reçoit dix-huit affluents qui sont de l'amont vers l'aval :
- Le ruisseau de Sarméjane (rd) 1,9 km
- Le ruisseau de Valcroze (rd) 4,3 km
- Le ruisseau d'Airoles (rg) 4,6 km
- La Virenque (rd) 24,6 km. La confluence est juste un peu en aval du Camp d'Altou, 1 km en amont de Vissec, lieu-dit Les Deux-Rivières.

- Le ravin de Bergougnous (rd) 1,1 km dont la confluence est après la foux de la Vis
- Le valat de la Rouveyrolle (rg) 1,4 km
- Le ruisseau de Fontenilles (rd) 2 km)
- Le valat des Combals (rg) 2,8 km
- Le ruisseau du Saut du Loup (rd) 1,1 km
- Le Valat de Combe Caude (rd) 3 km)
- Le ruisseau de Chaumes (rg) 1,8 km
- Le ruisseau de Calavon (rg) 3,9 km
- Le ruisseau des Euzes (rd) 2 km
- Le ruisseau de Gasson (rg) 4 km
- Le ruisseau de l'Escudelle (rg) 1,3 km
- Le valat de Cornier, 1,2 km
- La Crenze (rg), 5,4 km). La confluence est à Saint-Laurent-le-Minier sous le Château.
- Le ruisseau de Maudesse (rg), 3,6 km

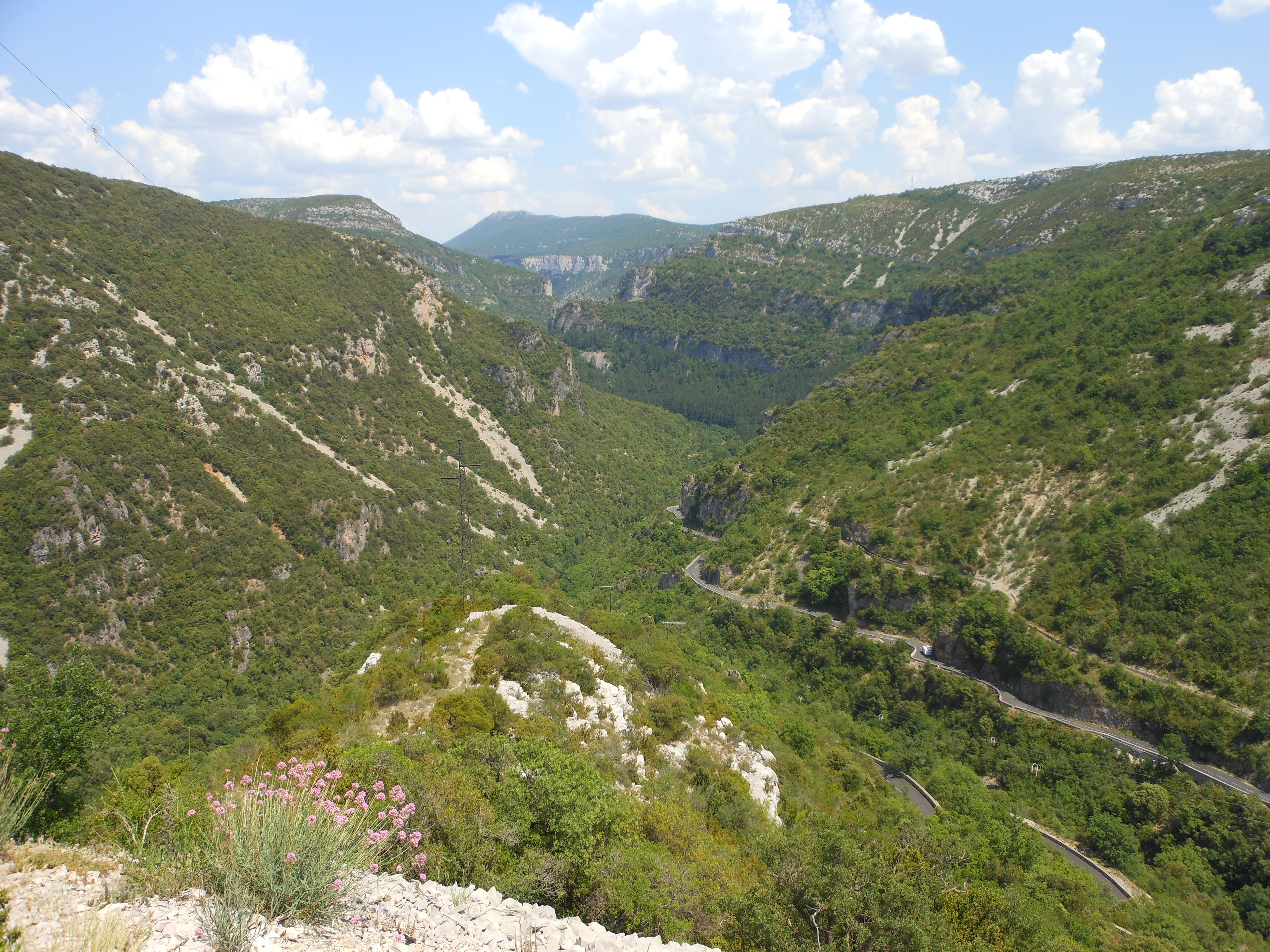
Vallée de la Vis : vue du canyon vers l'aval depuis la route de Saint-Maurice-Navacelles, en descendant vers Ganges.

## Hydrologie

### La Vis à Saint-Laurent-le-Minier
La Vis est une rivière typiquement cévenole et donc très irrégulière mais abondante, à l'instar de ses voisines de la région des Cévennes, et avant tout de l'Hérault. Son débit a été observé durant une période de 53 ans (1961-2013), à Saint-Laurent-le-Minier, localité du département du Gard située au niveau de son confluent avec le fleuve . La surface ainsi étudiée est de 332 km2, soit la quasi-totalité du bassin versant de la rivière.
Le module de la rivière à Saint-Laurent-le-Minier est de 10 m3/s.

### Étiage ou basses eaux
Aux étiages, le VCN3 peut chuter jusque 0,970 m3/s (970 litres), en cas de période quinquennale sèche, ce qui ne peut être considéré comme sévère pour un cours d'eau de cette taille. 

### Crues

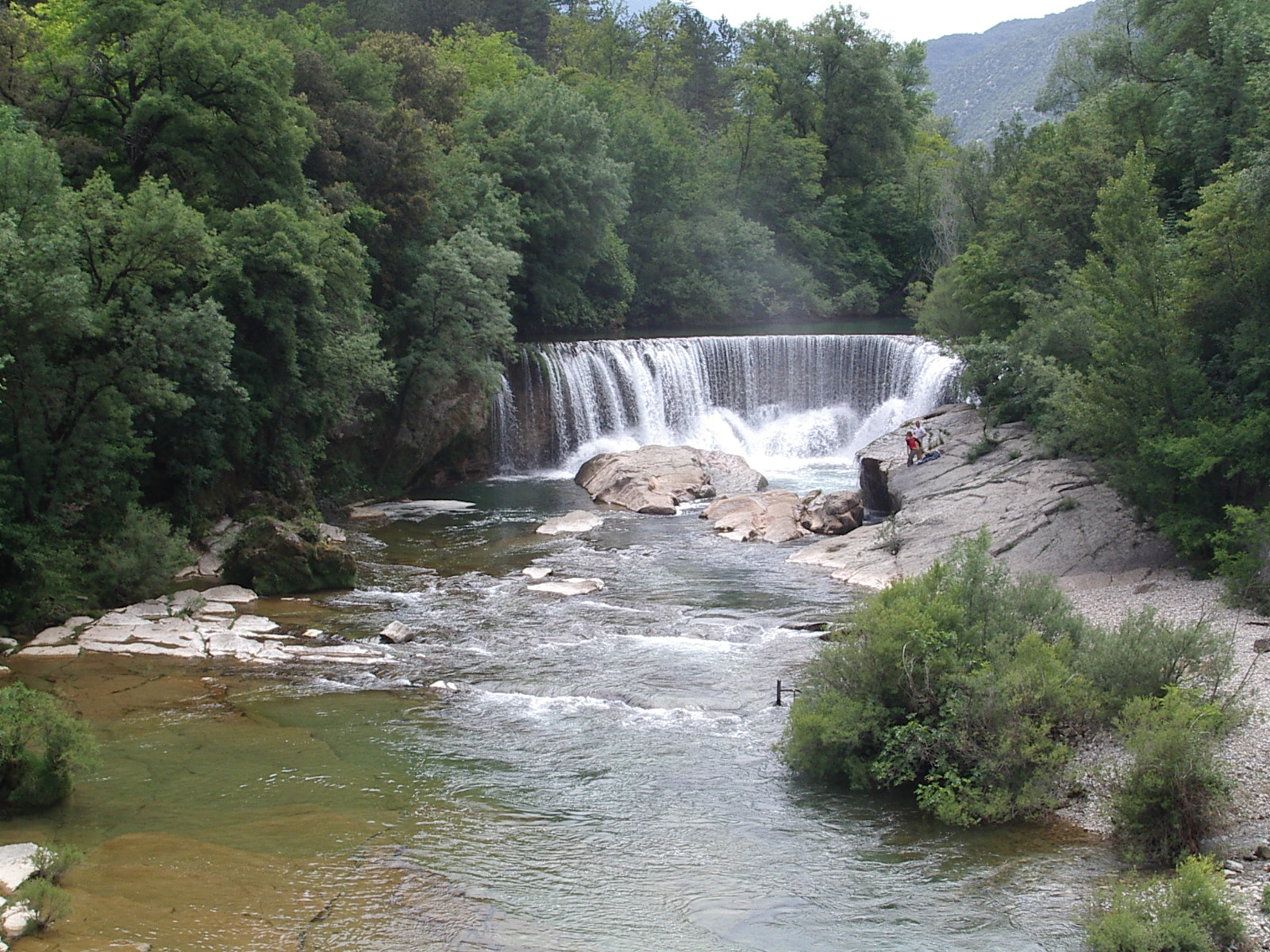
La cascade de la Vis à Saint-Laurent-le-Minier.

Les crues peuvent être extrêmement importantes compte tenu de la taille assez modeste du bassin versant, et, comme toutes les rivières cévenoles, tout à fait « hors-norme » en France. Les QIX 2 et QIX 5 valent respectivement 320 et 460 m3/s. Le QIX 10 est de 550 m3/s, le QIX 20 de 630 m3/s, tandis que le QIX 50 se monte à pas moins de 740 m3/s. Ce dernier chiffre est égal à deux fois et demi le débit moyen de la Seine à Paris, mesuré au pont d'Austerlitz, ou encore à la moitié du débit moyen du Rhône à Valence, presque en fin de parcours.
Le débit instantané maximal enregistré à Saint-Laurent-le-Minier a été de 542 m3/s le 8 novembre 1982, tandis que la valeur journalière maximale était de 513 m3/s le 18 décembre 1997. Si l'on compare la première de ces valeurs à l'échelle des QIX de la rivière, l'on constate que cette crue était à peine d'ordre décennal et donc tout à fait banale et nullement exceptionnelle.

### Lame d'eau et débit spécifique
La Vis est une rivière très abondante. La lame d'eau écoulée dans son bassin versant est de 953 millimètres annuellement, ce qui est près de trois fois supérieur à la moyenne d'ensemble de la France (320 millimètres), et dépasse largement la moyenne du bassin de l'Hérault (543 millimètres). Le débit spécifique (ou Qsp) atteint 30,1 litres par seconde et par kilomètre carré de bassin.

## Natura 2000
Sur une superficie de 5 590 ha, le site Natura 2000 des gorges de la Vis et de la Virenque a été proposé comme Site d’intérêt communautaire (directive Habitats) en décembre 1998.
Les poissons présents sont :
- le barbeau méridional (Barbus meridionalis) ;
- le blageon (Leuciscus souffia) ;
- le chabot (Cottus gobio) ;
- la truite fario de souche locale.

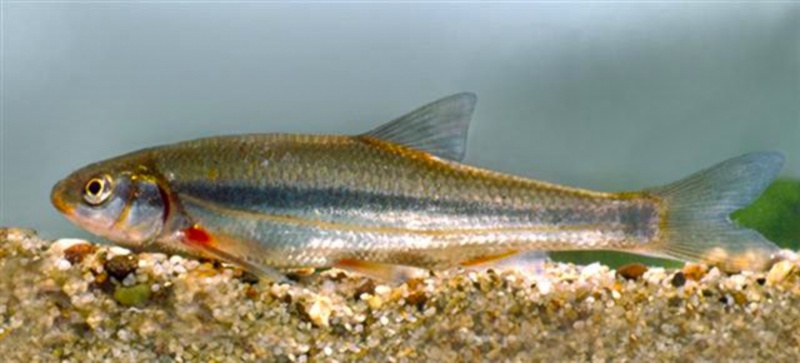
Blageon.
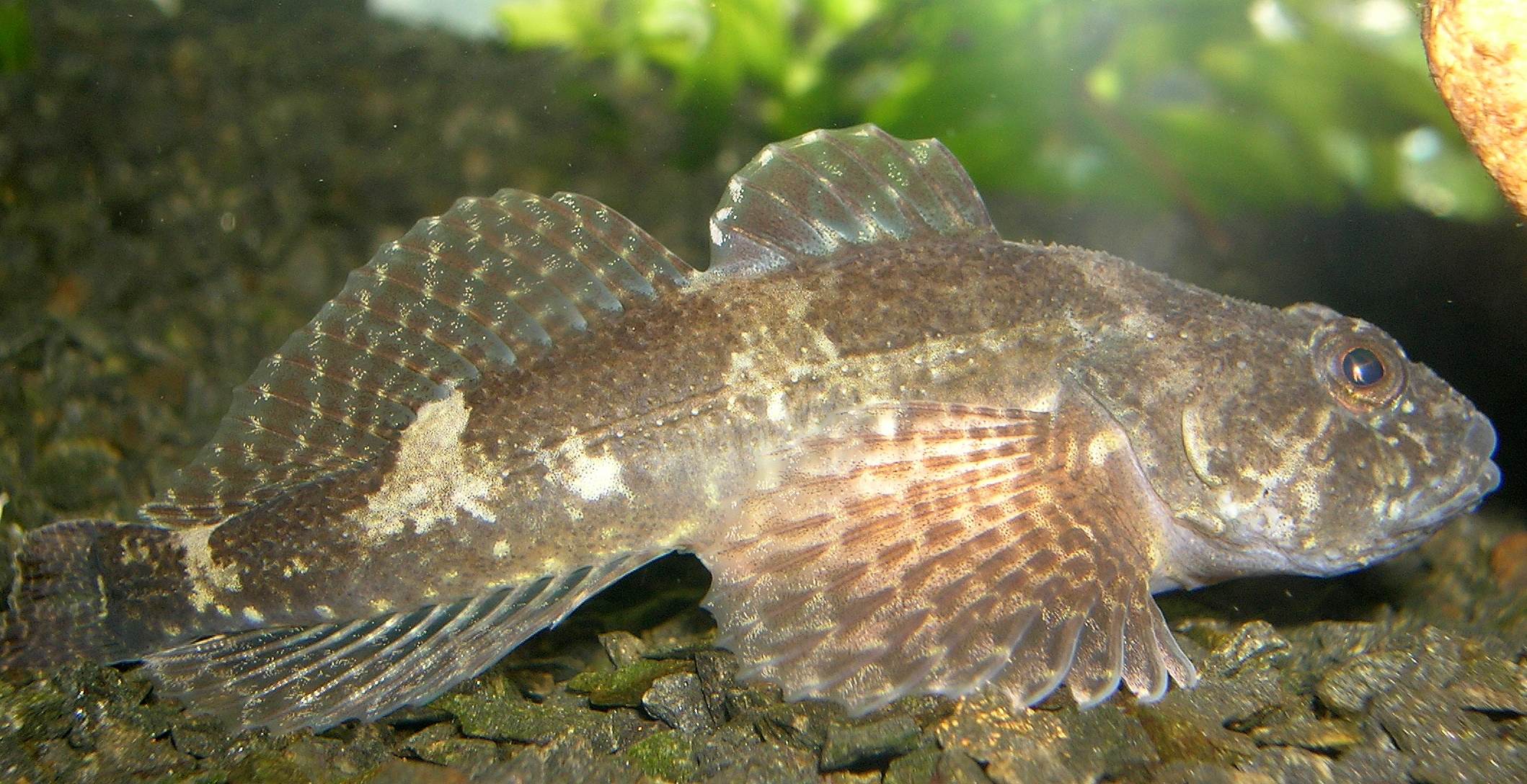
Chabot.
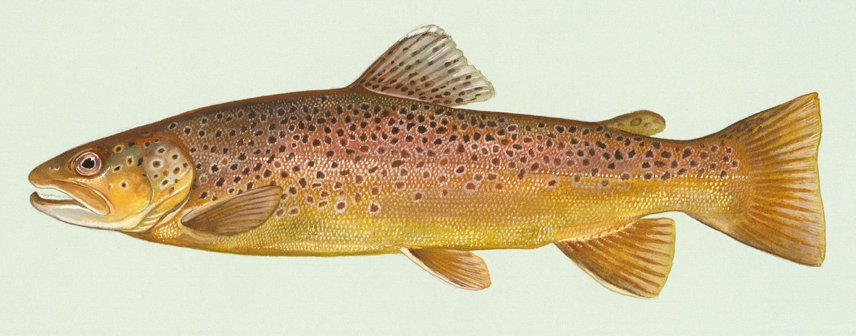
Truite fario.

Les invertébrés présents sont : la Cordulie à corps fin (Oxygastra curtisii), la Cordulie splendide (Macromia splendens), le Damier de la succise (Euphydryas aurinia), l'Écaille chinée (Euplagia quadripunctaria), le Grand capricorne (Cerambyx cerdo), la Laineuse du prunellier (Eriogaster catax), le Lucane cerf-volant (Lucanus cervus), la Rosalie des Alpes (Rosalia alpina), la Nymphale de l'arbousier (Charaxes jasius), le Scarabée rhinocéros (Oryctes nasicornis).
Les mammifères présents sont : la Barbastelle d'Europe (Barbastella barbastellus), le Grand Rhinolophe (Rhinolophus ferrum-equinum), la Loutre d'Europe (Lutra lutra), le Minioptère de Schreibers (Miniopterus schreibersi), le Petit Murin (Myotis blythii), le Petit Rhinolophe (Rhinolophus hipposideros), le Rhinolophe euryale (Rhinolophus euryale), le Vespertilion à oreilles échancrées (Myotis emarginatus) et le Vespertilion de Capaccini (Myotis capaccinii).

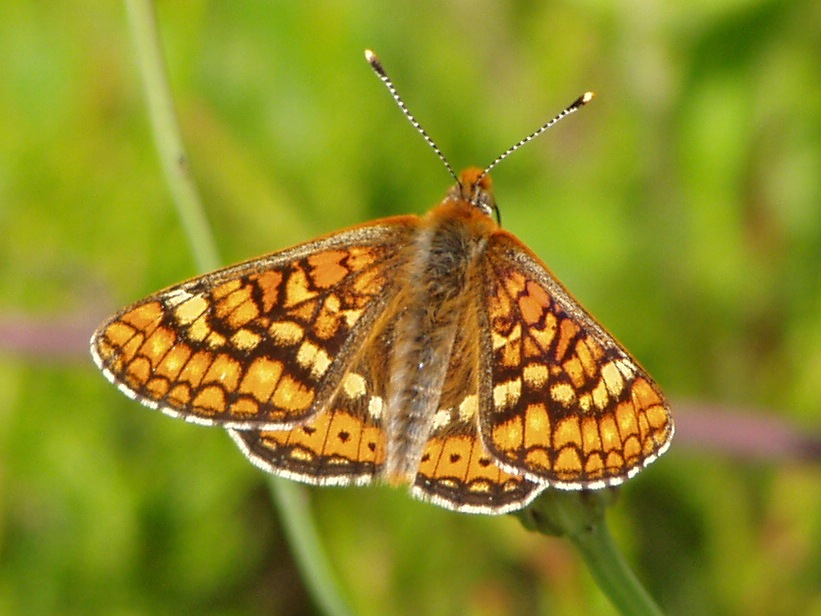
Damier de la succise.
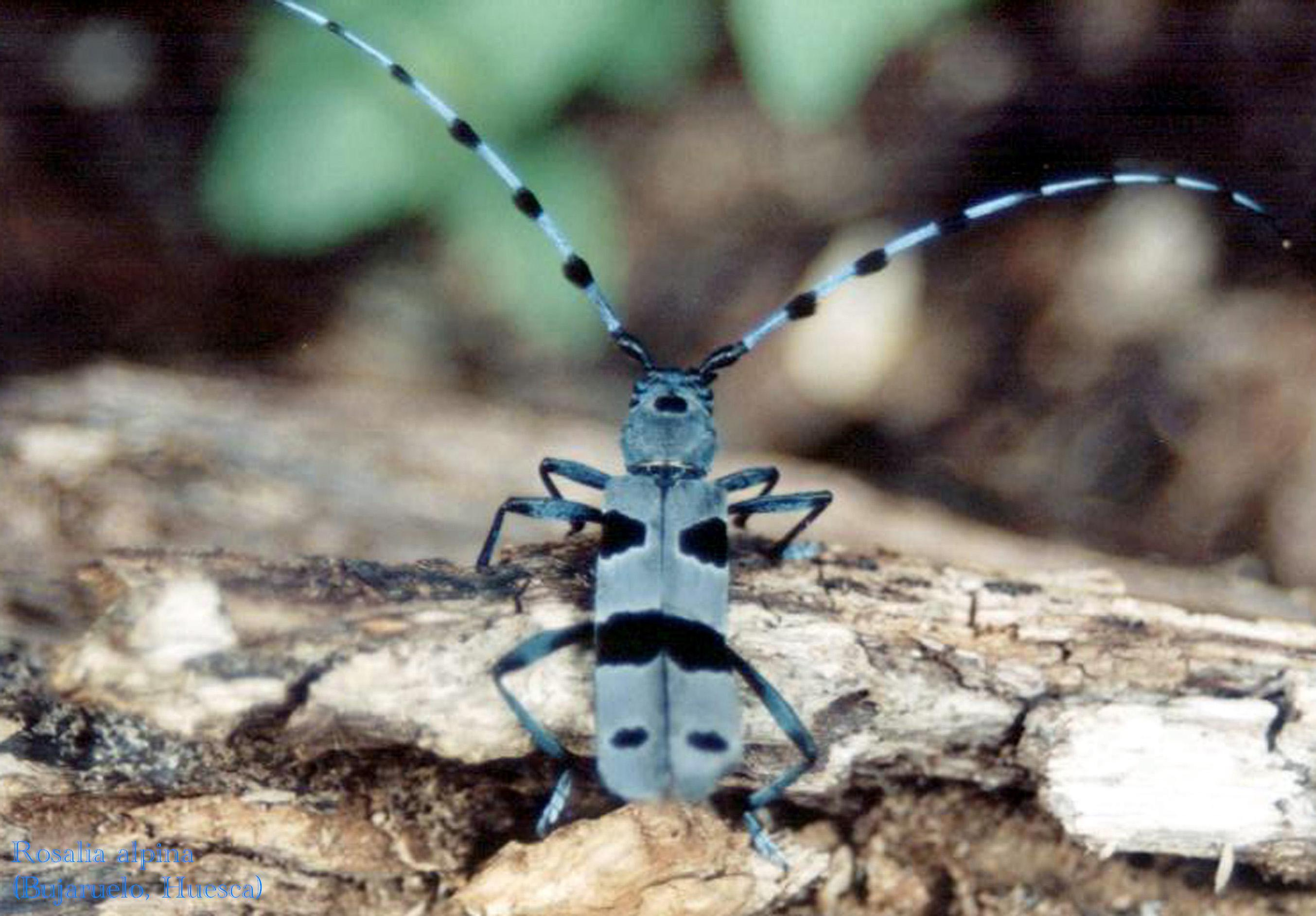
Rosalie des Alpes.
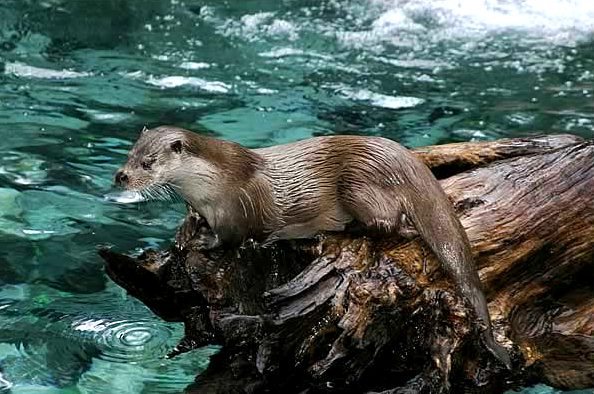
Loutre d'Europe.

Sur une superficie de 20 321 ha, le site Natura 2000 des gorges de la Vis et cirque de Navacelles a été classé comme Zone de protection spéciale en avril 2006.
Les oiseaux présents sont : l'aigle royal (Aquila chrysaetos), l'alouette lulu (Lullula arborea), le bruant ortolan (Emberiza hortulana), le busard cendré (Circus pygargus), le busard Saint-Martin (Circus cyaneus), le circaète Jean-le-blanc (Circaetus gallicus), le crave à bec rouge (Pyrrhocorax pyrrhocorax), l'engoulevent d'Europe (Caprimulgus europaeus), le faucon pèlerin (Falco peregrinus), la fauvette pitchou (Sylvia undata), le grand-duc d'Europe (Bubo bubo), le martin-pêcheur d'Europe (Alcedo atthis), l'œdicnème criard (Burhinus oedicnemus), le pic noir (Dryocopus martius), la Pie-grièche écorcheur (Lanius collurio), le pipit rousseline (Anthus campestris), le vautour fauve (Gyps fulvus), le vautour moine (Aegypius monachus), le Cincle plongeur (Cinclus cinclus).

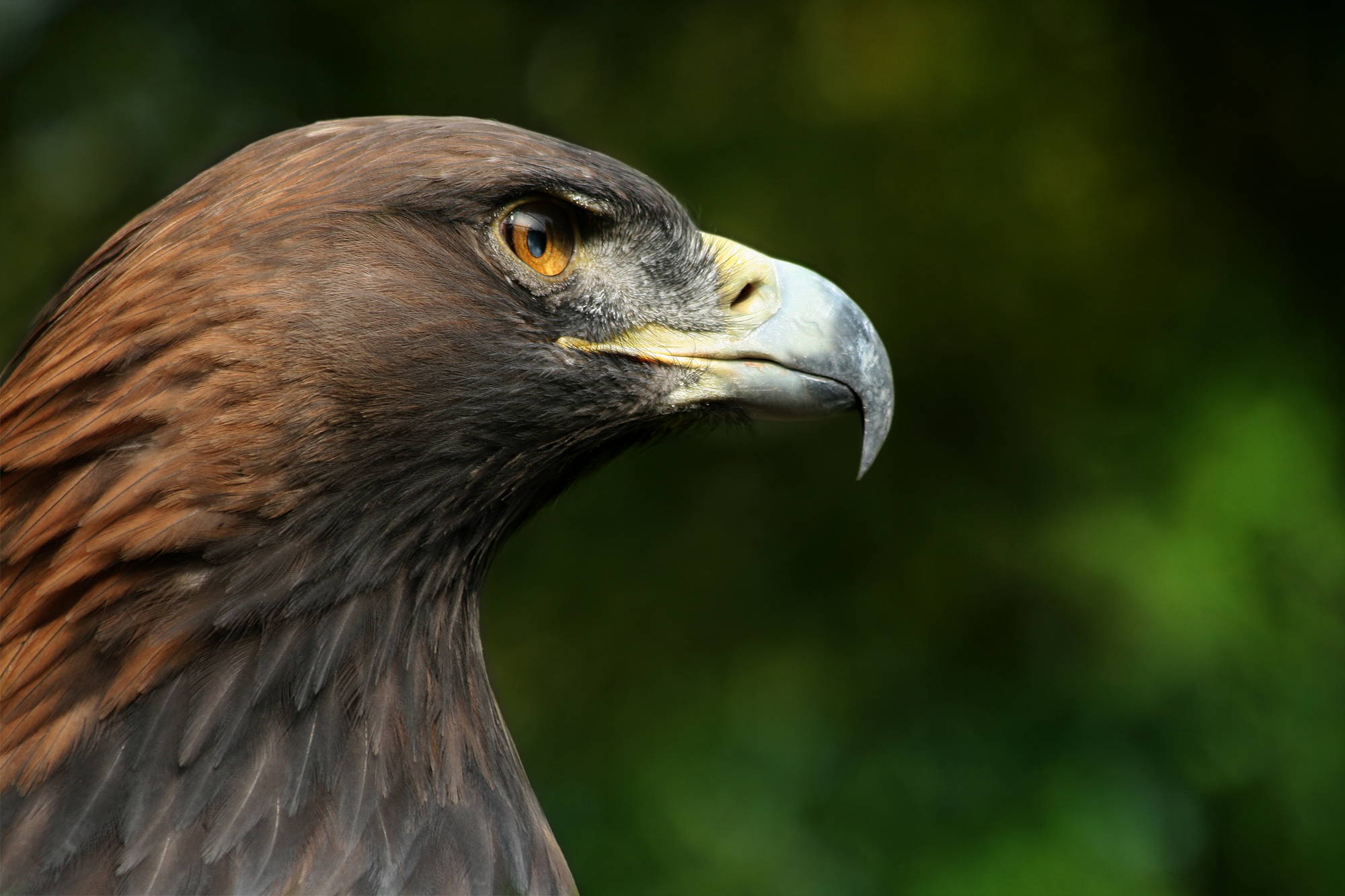
Aigle royal.
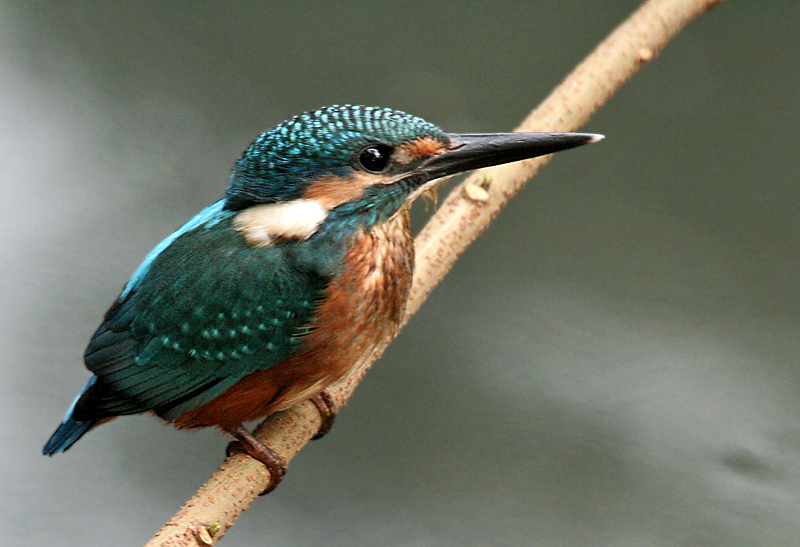
Martin-pêcheur d'Europe.
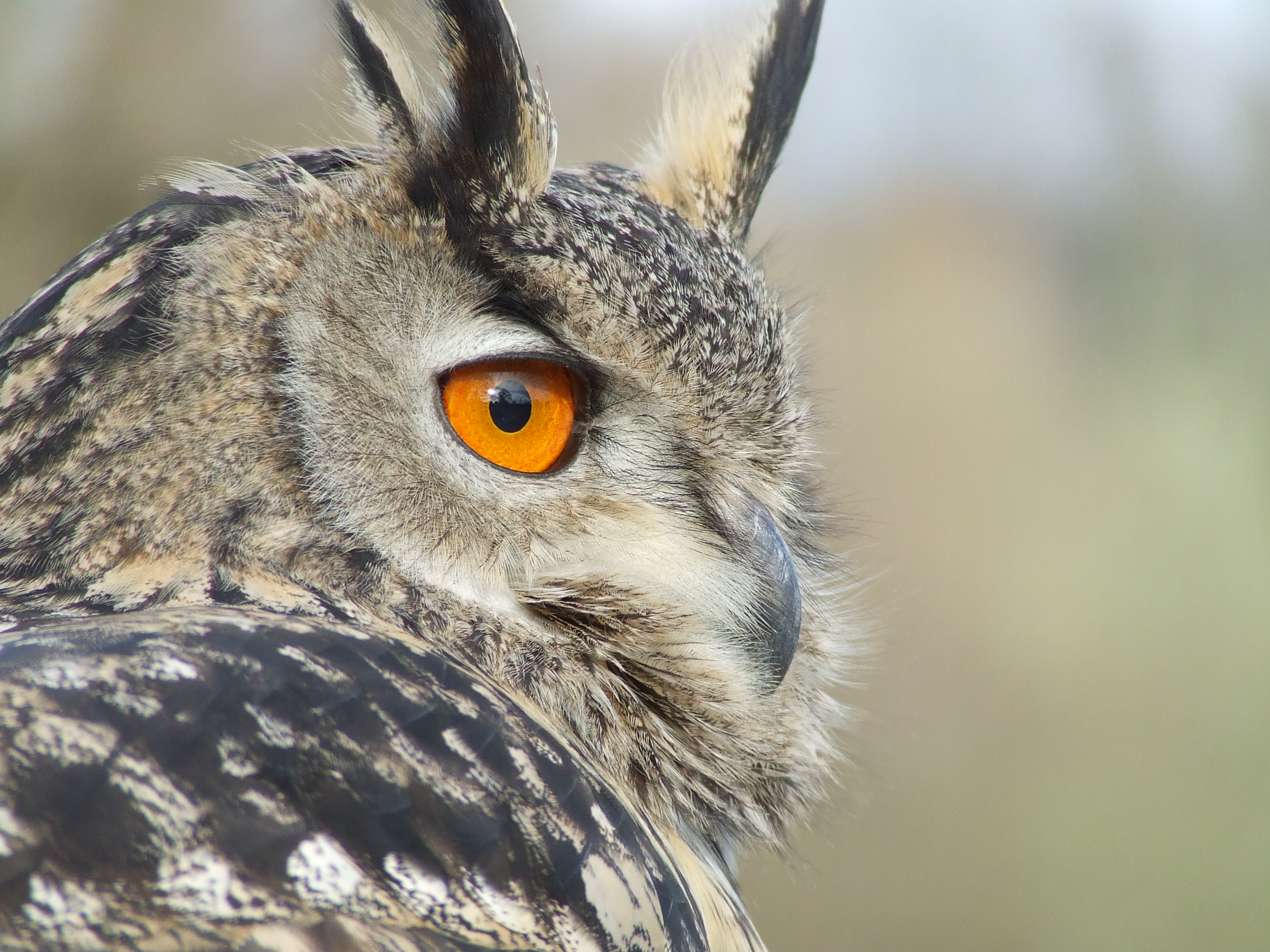
Grand-duc d'Europe.
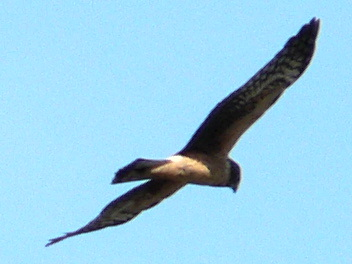
Jeune busard Saint-Martin.

Elle abrite de nombreux reptiles et amphibiens (rainette, couleuvre à collier...).

## Histoire de la vallée de la Vis

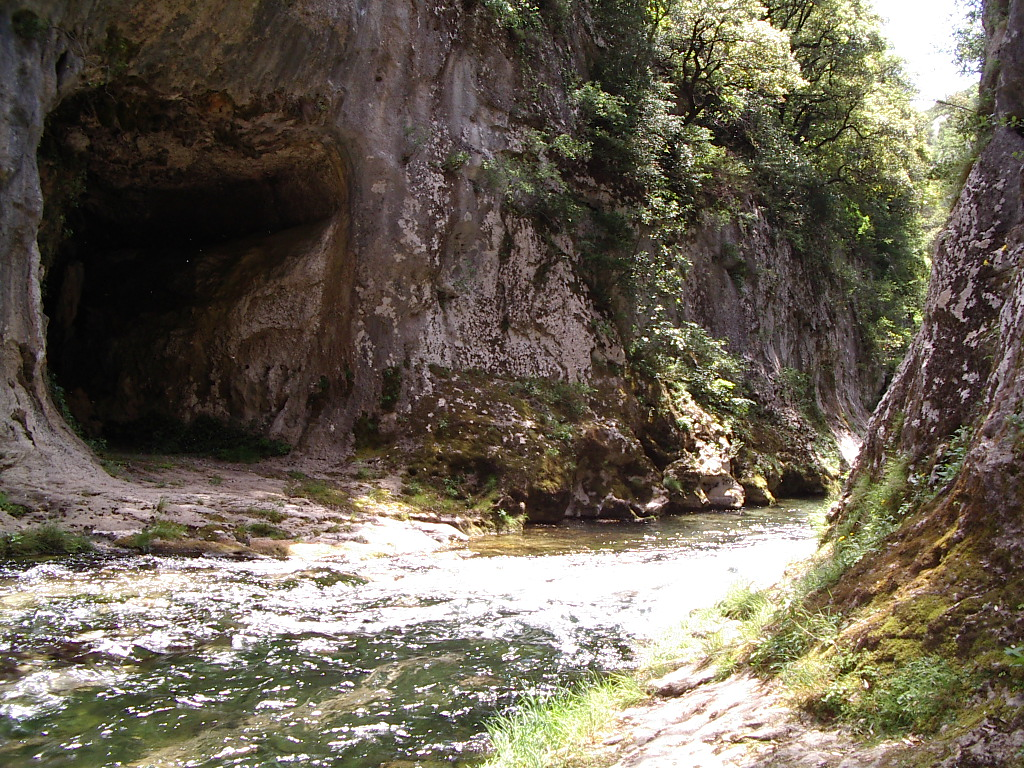
Une grotte en aval de la foux de la Vis.

Les premiers habitants de la vallée de la Vis ont été les chasseurs du Paléolithique qui, abrités dans des grottes bien exposées au soleil, purent s'adonner à la chasse, à la cueillette et à la pêche.
Les agriculteurs du Néolithique ont eux aussi utilisé les grottes de la vallée de la Vis proches des zones cultivables du Causse comme habitat.
À l'âge du bronze la totalité des grottes ainsi que des abris sous roches biens exposés sont occupés.

### Les moulins
La force hydraulique de la Vis a très tôt été utilisée par les caussenards pour moudre les céréales dans des moulins à eau. Les plus connus sont les moulins maintenant restaurés situés à la foux de la Vis. Ces moulins existaient au XIe siècle. Leur exploitation a été abandonnée en 1907 à la suite d'une crue dévastatrice de la rivière. Les moulins de Navacelles sont eux aussi antérieurs au XIe siècle. Trois moulins existaient à Madières où déjà au IXe siècle un excellent moulin y était mentionné. Le moulin de Gorniès transformé en usine fonctionna jusqu'en 1939.

## Activités

### Production hydroélectrique
Deux installations hydroélectriques fonctionnent sur la Vis : la microcentrale du Martinet commune de Saint-Laurent-le-Minier et l'usine hydroélectrique EDF de Madières commune de Saint-Maurice-Navacelles. La première est une installation de basse chute (5 mètres de hauteur de chute après une dérivation de quelques centaines de mètres) alors que la seconde est une installation de haute chute (105 mètres de hauteur de chute après une dérivation de 10 km qui longe la Vis sur 12 km sur la rive droite). L’installation est soumise à un débit réservé de 700 litres par seconde du 1er juin au 30 septembre et de 500 litres par seconde du 1er octobre au 31 mai.

### Piscicultures
L'eau de la Vis est employée depuis les années 1925-1930 pour élever des truites en viviers. La pisciculture du Grenouillet sur la commune de Gorniès a été créée en 1963. L'exploitation de la pisciculture de la papeterie sur la commune de Saint-Laurent-le-Minier a débuté en 1979. Sa production annuelle est actuellement d'environ 150 tonnes de truites arc en ciel.

### Patrimoine - Curiosités - Tourisme

#### Baignades

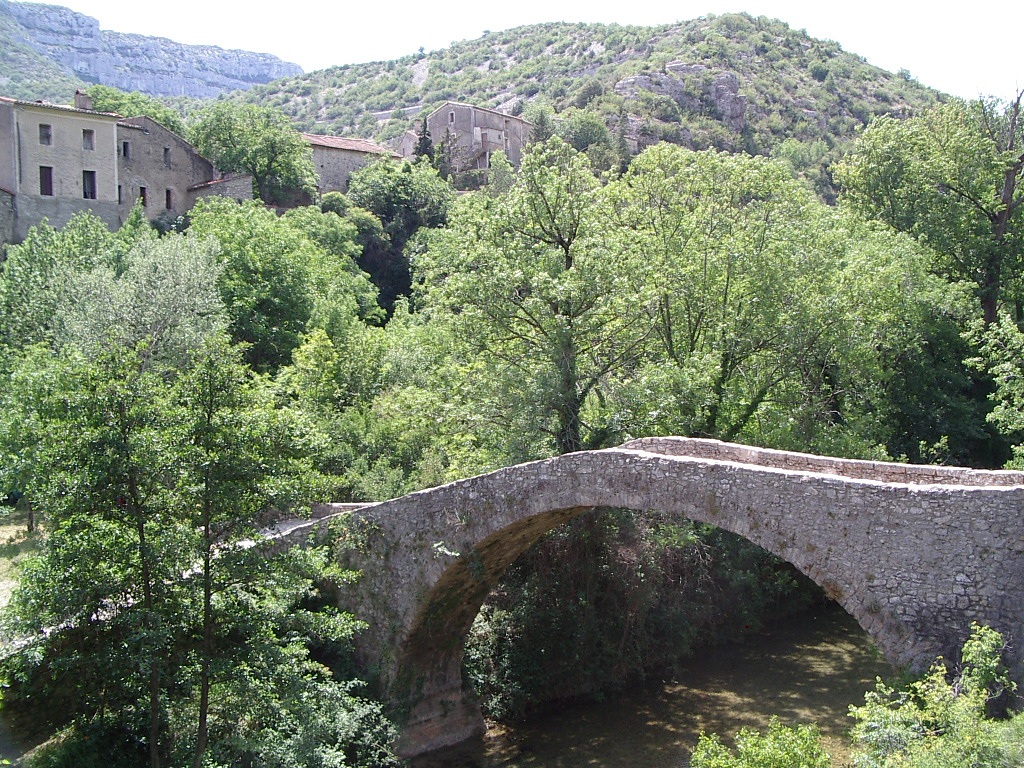
Le pont sur la Vis à Navacelles.

Bien que l'eau de la Vis soit relativement fraîche, sa remarquable limpidité et ses paysages spectaculaires dans des gorges provoquent à la belle saison un afflux vers les nombreuses baignades qui agrémentent son cours.
La qualité des eaux de baignade est analysée en 4 points:
- Cascade de Navacelles, 5 prélèvements en 2008. Baignade de bonne qualité,
- Aire aménagée de Gorniès, 5 prélèvements en 2008. Baignade de bonne qualité,
- Cascade de Saint-Laurent-le-Minier, 5 prélèvements en 2008. Baignade de qualité moyenne,
- Cascades de Cazilhac, 5 prélèvements en 2008. Baignade de bonne qualité.

Les baignades de bonne qualité et les baignades de qualité moyenne sont conformes aux normes européennes.
À rappeler que la Vis étant une rivière non domaniale, elle est en majeure partie privée sur ses deux rives, et donc interdite d'accès (et par conséquent également interdite à la baignade) sur certaines parcelles.
Cette courte rivière (et notamment le site de la cascade de la Vis) fait malheureusement l'objet d'une communication excessive de la part des médias, des offices de tourisme et des réseaux sociaux) et les touristes affluent trop nombreux pour ces sites, inadaptés pour un si grand nombre de personnes, qui de surcroît ne respectent pas les lieux (feux, barbecues sauvages, ordures laissées sur place, bruit, musique, pêche, baignades, incivilités, graffitis, etc.). Cela détériore les sites et les espèces animales et végétales qu'ils abritent, raisons pour lesquelles l'accès est contraint et limité.

#### Le cirque de Navacelles

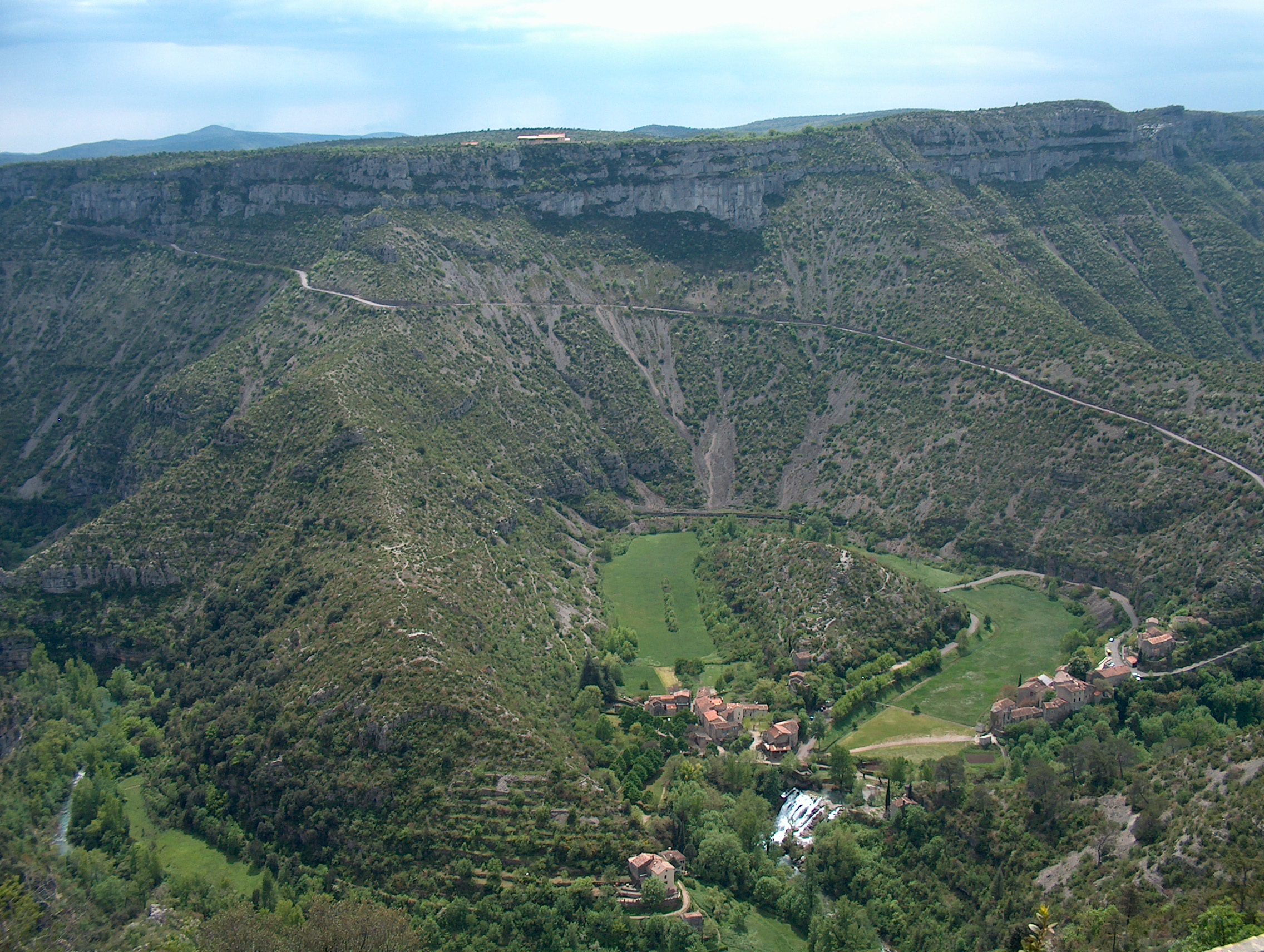
La cascade et le cirque de Navacelles.

Pour de nombreux visiteurs la Vis est cette rivière, aperçue d'un point de vue, qui au fond des gorges a coupé un de ses méandres. Un cirque naturel spectaculaire s'est ainsi formé il y a environ 6000 ans. L'attrait touristique du cirque de Navacelles, le paysage exceptionnel et la fragilité du milieu ont permis l'inscription du cirque de Navacelles au réseau des Grands Sites de France.

### La pêche
La Vis est un cours d'eau de première catégorie sur la totalité de son parcours d'un grand intérêt piscicole où l'on trouve des truites fario de souche sauvage, des vairons et des blageons.
Certains pêcheurs reconnaissent la Vis comme la plus belle rivière d'Europe. 